# Volenti non fit iniuria
Der vom römischen Juristen Ulpian verfasste Grundsatz Volenti non fit iniuria (lateinisch für Dem Einwilligenden geschieht kein Unrecht) prägt den rechtlichen Grundsatz der Einwilligung.
Eine Person, die freiwillig und bewusst in die Handlungen eines anderen einwilligt, kann aus einem durch das Handeln des anderen erlittenen Schaden grundsätzlich keine Ansprüche herleiten.
Dies ist beispielsweise bei einem Boxer der Fall, der einwilligt, einen Kampf zu absolvieren und seinen Gegner daher nicht im Nachhinein für Verletzungen durch einen Schlag belangen kann; dies gilt jedoch nicht, wenn ein grob regelwidriger Schlag erfolgte.
Anders als der Grundsatz venire contra factum proprium, der nur auf die Haftpflicht anwendbar ist, wird volenti non fit iniuria etwa auch dazu herangezogen, um die Strafbarkeit einer Körperverletzung oder fahrlässigen Tötung zu verneinen und die Verkehrssicherungspflicht z. B. von Sportanlagen auf atypische Gefahren zu beschränken.
Eine Ausnahme von diesem Grundsatz findet sich z. B. in § 228 des deutschen Strafgesetzbuches (Sittenwidrigkeit der Einwilligung bei Körperverletzung).
Dagegen ist die Tötung eines Menschen selbst dann unter Strafe gestellt, wenn der Betroffene diese ausdrücklich gewünscht hat. 